# 林竹二
林 竹二（はやし たけじ、1906年12月21日 - 1985年4月1日）は、日本の教育哲学者。東北大学名誉教授。元宮城教育大学学長。専攻はギリシア哲学。プラトンについての論文がある。

## 生涯
栃木県矢板市の生まれ。東北学院に学び、のち1934年旧制の東北帝国大学法文学部哲学科を卒業。
東北学院では山川丙三郎に師事した。東北帝国大学では阿部次郎に親炙し全集の編集に携わった。またA.E.テイラーの『ソクラテス』の注釈つき翻訳を出版したために、バーネット・テイラー説の信奉者として知られた。
第二次世界大戦の敗戦後、東北大学教育学部で教育史を担当。森有礼について研究した。またソクラテスの問答法を下敷きにした人間形成論を構想した。
東北大学から、教育学部と教職課程を分離し、宮城教育大学として独立させる計画が浮上したとき、林は最後までこれに反対した。反対派が押し切られて同教育大学が設立されたのちの1969年、林は同大学の第二代学長に就任した。終始学生の側に立つ姿勢を貫き、同大学が大学紛争の渦中に陥り、学生たちが大学構内を封鎖したときには、構内に入り込んで学生と対話の労を惜しまなかった。林は学長室自体を封鎖されたバリケード内に移したいとさえ主張した（実際には主張どおりに行かなかったが）。その他、多くの逸話が残る。
晩年は、足尾鉱山事件の田中正造に関心を寄せ、評伝を書いた。また、斎藤喜博の影響を受け、全国各地の小学校を回って、自ら対話的な授業実践を試みるなど、教育の現実にかかわる姿勢が関係者の共感を呼んだ。「授業・人間について」は、本として刊行された他、グループ現代により映像化もされ、また写真集も出ている。小学生を対象に行った授業で野生児アマラとカマラの絵を教材として提示し、人間とは何かという問いを児童に投げかけている。
国文学者の林瑞栄は妻。考古学者の林謙作（北海道大学教授）は長男。

## 著作
- 『授業・人間について』国土社 1973年
- 『田中正造 その生と戦いの「根本義」』二月社　1974　のち田畑書店
- 『授業の中の子どもたち』構成:松本陽一 カメラ:小野成視　日本放送出版協会　1976
- 『田中正造の生涯』講談社現代新書 1976年
- 『教育の再生を求めて 湊川でおこったこと』筑摩書房 1977年
- 『授業の成立』一茎書房　1977
- 『教えるということ』国土社・新書 1978年
- 『教師たちとの出会い』国土社　1978
- 『学ぶということ』国土社・新書 1978年
- 『学ぶこと変わること 写真集・教育の再生をもとめて』小野成視写真　筑摩書房　1978
- 『学校に教育をとりもどすために 尼工でおこったこと』筑摩書房　1980
- 『問いつづけて 教育とは何だろうか』小野成視写真　径書房　1981
- 『教育亡国』筑摩書房 1983年　のち学芸文庫
- 『林竹二著作集』全10巻　筑摩書房　1983-87
- 『若く美しくなったソクラテス』田畑書店　1983
- 『教育の根底にあるもの』径書房　1984
- 『授業による救い 南葛飾高校で起こったこと』径書房 1993年
- 『続 授業による救い 南葛飾高校で起こったこと』径書房 1993年

### 共著
- 『対話子どもの事実 教育の意味』斎藤喜博共著　筑摩書房・ちくまぶっくす 1978
- 『教えることと学ぶこと 対談』灰谷健次郎共著　小学館　1979
- 『いま授業を変えなければ子どもは救われない』遠藤豊共著　太郎次郎社　1981
- 『授業を追求するということ 城南小におこったこと』伊藤功一共著　国土社　1982
- 『からだ=魂のドラマ 「生きる力」がめざめるために』竹内敏晴編　藤原書店　2003

### 翻訳
- アルフレッド・エドワード・テイラー『ソクラテス』桜井書店　1946

## 関連書籍
- 国土社編集部編『林竹二その思索と行動』国土社　1985
- 日向康『林竹二・天の仕事』講談社　1986 のち現代教養文庫
- 小林洋文『人間を学ぶ 林竹二先生の人と思想』径書房　1990
- 安里盛市『林竹二・斎藤喜博に学んで』一茎書房　1992
- 灰谷健次郎『林先生に伝えたいこと』新潮社　1991 のち文庫、角川文庫
- 大泉浩一『教育の冒険 林竹二と宮城教育大学の1970年代』本の森　2003
- 田中武雄『行為〈プラクシス〉としての教育 林竹二論ののちにくるもの』教育史料出版会　2010
- 鈴木清隆『林竹二　その授業と思想』揺籃社　2015